# سیارک ۱۸۷۲۰
سیارک ۱۸۷۲۰ (به انگلیسی: 18720 Jerryguo، نامگذاری:1998HP145) هجده هزار و هفتصد و بیستمین سیارک کشف شده‌است که در ۲۱ آوریل ۱۹۹۸ کشف شد.
قدر مطلق سیارک برابر ۲۰.۴ است.